# 107-й гвардейский истребительный авиационный полк
107-й гвардейский истребительный авиационный ордена Александра Невского полк (107-й гв. иап) — воинская часть Военно-воздушных сил (ВВС) Вооружённых Сил РККА, принимавшая участие в боевых действиях Великой Отечественной войны.

## Наименования полка
За весь период своего существования полк несколько раз менял своё наименование:
- 286-й истребительный авиационный полк;
- 867-й истребительный авиационный полк;
- 107-й гвардейский истребительный авиационный полк;
- 107-й гвардейский истребительный авиационный Одерский полк;
- 107-й гвардейский истребительный авиационный Одерский ордена Александра Невского полк;
- Полевая почта 23308.

## Создание полка
107-й гвардейский истребительный авиационный полк преобразован 24 августа 1943 года из 867-го истребительного авиационного полка на основании Приказа НКО СССР За образцовое выполнение боевых задач и проявленные при этом мужество и героизм.

## Расформирование полка
В связи с реформированием Вооружённых сил СССР 107-й гвардейский истребительный авиационный Одерский ордена Александра Невского полк 22 марта 1947 года был расформирован.

## В действующей армии
В составе действующей армии:
- с 28 августа 1943 года по 2 января 1944 года
- с 18 мая 1944 года по 11 мая 1945 года

## Командиры полка
- капитан, майор Козлов Василий Иванович[4], 02.02.1942 — 12.1942
- майор, подполковник Индык Семён Леонтьевич[4], 12.1942 — 31.12.1945

## В составе соединений и объединений
| Период        | Фронт (округ)            | армия                | корпус                                       | дивизия                                             | примечание                         |
| ------------- | ------------------------ | -------------------- | -------------------------------------------- | --------------------------------------------------- | ---------------------------------- |
| 25.12.1942 г. | Юго-Западный фронт       | 17-я воздушная армия | 3-й смешанный авиационный корпус             | 207-я истребительная авиационная дивизия            | Як-1, Як-7Б                        |
| 24.08.1943 г. | Юго-Западный фронт       | 17-я воздушная армия | 1-й гвардейский смешанный авиационный корпус | 11-я гвардейская истребительная авиационная дивизия | Як-1, Як-7Б                        |
| 20.10.1943 г. | 3-й Украинский фронт     | 17-я воздушная армия | 1-й гвардейский смешанный авиационный корпус | 11-я гвардейская истребительная авиационная дивизия | Як-1, Як-7Б                        |
| 03.01.1944 г. | Резерв Ставки ВГК        |                      | 1-й гвардейский смешанный авиационный корпус | 11-я гвардейская истребительная авиационная дивизия | Як-1, получил Як-9 вместо Як-7Б    |
| 14.05.1944 г. | 3-й Украинский фронт     | 17-я воздушная армия | 1-й гвардейский смешанный авиационный корпус | 11-я гвардейская истребительная авиационная дивизия | Як-1, Як-9                         |
| 08.07.1944 г. | 1-й Украинский фронт     | 8-я воздушная армия  | 1-й гвардейский смешанный авиационный корпус | 11-я гвардейская истребительная авиационная дивизия | Як-1, Як-9                         |
| 31.07.1944 г. | 1-й Украинский фронт     | 2-я воздушная армия  | 1-й гвардейский смешанный авиационный корпус | 11-я гвардейская истребительная авиационная дивизия | Як-1, Як-9                         |
| 28.09.1944 г. | 1-й Украинский фронт     | 2-я воздушная армия  | 2-й гвардейский штурмовой авиационный корпус | 11-я гвардейская истребительная авиационная дивизия | Як-1, Як-9                         |
| 11.05.1945 г. | 1-й Украинский фронт     | 2-я воздушная армия  | 2-й гвардейский штурмовой авиационный корпус | 11-я гвардейская истребительная авиационная дивизия | Як-1, Як-9                         |
| 10.07.1945 г. | Центральная группа войск | ВВС ЦГВ              | 2-й гвардейский штурмовой авиационный корпус | 11-я гвардейская истребительная авиационная дивизия | Австрия, Як-1, Як-9                |
| 20.12.1945 г. | Центральная группа войск | ВВС ЦГВ              | 2-й гвардейский штурмовой авиационный корпус | 11-я гвардейская истребительная авиационная дивизия | Венгрия, Як-1, Як-9                |
| 22.03.1947 г. | Центральная группа войск | ВВС ЦГВ              | 2-й гвардейский штурмовой авиационный корпус | 11-я гвардейская истребительная авиационная дивизия | расформирован, Венгрия, Як-1, Як-9 |

## Участие в операциях и битвах
- Донбасская операция с 13 августа 1943 года по 22 сентября 1943 года
- Запорожская операция с 10 октября 1943 года по 14 октября 1944 года
- Днепропетровская операция с 23 октября 1943 года по 5 ноября 1943 года
- Львовско-Сандомирская операция с 13 июля 1944 года по 3 августа 1944 года
- Висло-Одерская операция с 12 января 1945 года по 3 февраля 1945 года
- Нижне-Силезская операция с 8 февраля 1945 года по 24 февраля 1945 года
- Верхне-Силезская наступательная операция с 15 марта по 31 марта 1945 года
- Берлинская операция с 16 апреля 1945 года по 8 мая 1945 года
- Пражская операция с 5 мая 1945 года по 12 мая 1945 года

## Почётные наименования
За отличие в боях при форсировании реки Одер северо-западнее города Бреслау (Бреславль) 107-му гвардейскому истребительному авиационному полку 5 апреля 1945 года присвоено почётное наименование «Одерский»

## Награды
107-й гвардейский Одерский истребительный авиационный полк 28 мая 1945 года За образцовое выполнение боевых заданий командования в боях при прорыве обороны противника на реке Нейссе и овладении городами Коттбус, Люббен, Цоссен, Беелитц, Лукенвальде, Тройенбритцен, Цана, Мариенсфельде, Треббин, Рантсдорф, Дидерсдорф, Кельтов и проявленные при этом доблесть и мужество Указом Президиума Верховного Совета СССР награждён орденом Александра Невского

## Благодарности Верховного Главнокомандующего
Верховным Главнокомандующим дивизии объявлены благодарности:
- За овладение областным центром Украины городом Днепропетровск и городом Днепродзержинск (Каменское) — важнейшими промышленными центрами юга страны и крупными узлами обороны немцев в излучине реки Днепр[7]
- За овладение городами Владимир-Волынский и Рава-Русская[8]
- За овладение городом Сандомир и за овладение сандомирским плацдармом[9]
- За овладение городами немецкой Силезии Нейштедтель, Нейзальц, Фрейштадт, Шпроттау, Гольдберг, Яуэр, Штригау[10]
- За овладение городами Грюнберг, Зоммерфельд и Зорау[11]
- За овладение городом и крепостью Глогау (Глогув) — мощным узлом обороны немцев на левом берегу Одера[12]
- За ликвидацию группы немецких войск, окружённой юго-восточнее Берлина[13]

## Отличившиеся воины полка
- Волошин Александр Иович, гвардии старший лейтенант, заместитель командира эскадрильи 107-го гвардейского истребительного авиационного полка 11-й гвардейской истребительной авиационной дивизии 2-го гвардейского штурмового авиационного корпуса 2-й воздушной армии Указом Президиума Верховного Совета СССР 27 июня 1945 года удостоен звания Героя Советского Союза. Золотая Звезда № 7902
- Индык Семён Леонтьевич, гвардии подполковник, командир 107-го гвардейского истребительного авиационного полка 11-й гвардейской истребительной авиационной дивизии 2-го гвардейского штурмового авиационного корпуса 2-й воздушной армии Указом Президиума Верховного Совета СССР 27 июня 1945 года удостоен звания Героя Советского Союза. Золотая Звезда № 6551
- Кузнецов Иван Александрович, гвардии старший лейтенант, командир эскадрильи 107-го гвардейского истребительного авиационного полка 11-й гвардейской истребительной авиационной дивизии 2-го гвардейского штурмового авиационного корпуса 2-й воздушной армии Указом Президиума Верховного Совета СССР 27 июня 1945 года удостоен звания Героя Советского Союза. Золотая Звезда № 7650
- Соколов Леонид Михайлович, гвардии майор, командир эскадрильи 107-го гвардейского истребительного авиационного полка 11-й гвардейской истребительной авиационной дивизии 2-го гвардейского штурмового авиационного корпуса 2-й воздушной армии Указом Президиума Верховного Совета СССР 27 июня 1945 года удостоен звания Героя Советского Союза. Золотая Звезда № 8654

## Статистика боевых действий
Всего за годы Великой Отечественной войны полком:
| Выполнено боевых вылетов | Сбито самолётов в воздухе | Уничтожено самолётов всего |
| ------------------------ | ------------------------- | -------------------------- |
| 6753                     | 257                       | 257                        |

Свои потери:
| Потеряно самолётов, всего | Погибло лётчиков всего |
| ------------------------- | ---------------------- |
| 153                       | 57                     |

## Базирование полка
| Период            | Аэродром базирования  |
| ----------------- | --------------------- |
| 05.1945 — 07.1945 | Котбус, Германия      |
| 07.1945 — 11.1945 | Парндорф, Австрия     |
| 11.1945 — 03.1947 | Веспрем-Ютас, Венгрия |

## Самолёты на вооружении
| Период       | Самолёты |
| ------------ | -------- |
| 1942 — 1942  | И-16     |
| 1942 — 1942  | МиГ-3    |
| 1942 — 19432 | ЛаГГ-3   |
| 1942 — 1944  | Як-1     |
| 1943 — 1944  | Як-7Б    |
| 1944 — 1947  | Як-9     |
| 1944— 1947   | Як-3     |